# Állandó strukturált együttműködés
Az állandó strukturált együttműködés (angol: Permanent Structured Cooperation – PESCO) az Európai Unió (EU) közös biztonság- és védelempolitikájának része. A 27 európai uniós tagállam közül – Dánia és Málta kivételével – az összes hadserege vesz részt a strukturális integrációt célzó együttműködésben. A PESCO elindításáról az Európai Unió Tanácsa 2017-ben határozott, az első projektek elindítását 2018-ban fogadták el.
A PESCO megerősített együttműködés útján jött létre, ami azt jelenti, hogy nem kötelező minden tagállam részvétele.

## Háttér
Az állandó strukturált együttműködés először a 2000-es évek elején merült fel; a később elutasított Európai Alkotmány III-312. cikke tartalmazott rá utalást.
A 2009. december 1-jén hatályba lépett Lisszaboni Szerződés (illetve az Európai Unióról szóló szerződés 42. cikkének (6) bekezdése) az alábbi módon fogalmaz a PESCO-val kapcsolatban:
„Azok a magasabb követelményeket kielégítő katonai képességekkel rendelkező tagállamok, amelyek a legnagyobb követelményeket támasztó missziókra tekintettel ezen a területen szigorúbb kötelezettségeket vállaltak, az Unió keretein belül állandó strukturált együttműködést alakítanak ki. Az ilyen együttműködésre a 46. cikket kell alkalmazni. Ez nem érinti a 43. cikkben foglalt rendelkezéseket."
A célokat részletesebben meghatározza a szerződés 10. jegyzőkönyve, amely öt együttműködési területet említ.
az állandó strukturált együttműködésben részt vevő tagállamok kötelezettséget vállalnak arra, hogy:

a) együttműködnek egymással a védelmi felszerelések tárgyában történő beruházások kiadási szintjére vonatkozó jóváhagyott célkitűzések megvalósítása érdekében, valamint rendszeresen felülvizsgálják e célkitűzéseket a biztonsági környezet és az Unió nemzetközi kötelezettségei fényében;
b) védelmi berendezéseiket a lehető legnagyobb mértékben közelítik egymáshoz, különösen katonai szükségleteik meghatározásának összehangolásával, védelmi eszközeik és képességeik összevonásával és – szükség esetén – szakosításával, valamint a képzés és a logisztika területén történő együttműködés ösztönzésével;
c) konkrét intézkedéseket hoznak katonai erejük rendelkezésre állásának, interoperabilitásának, rugalmasságának és bevethetőségének fokozása érdekében, különösen közös célkitűzéseik meghatározásával a katonai kötelezettségvállalások területén, beleértve – adott esetben – a nemzeti döntéshozatali eljárások felülvizsgálatát;
d) együttműködnek annak biztosítása érdekében, hogy megtegyék a szükséges intézkedéseket – a többnemzetiségű megközelítéseket is beleértve és az Észak-atlanti Szerződés Szervezetének keretében vállalt kötelezettségek sérelme nélkül – a „Képességfejlesztési Mechanizmus” keretében észlelt hiányosságok megszüntetésére;

e) adott esetben részt vesznek az Európai Védelmi Ügynökség keretében nagyszabású közös vagy európai felszerelési programok kidolgozásában.
A Szerződés elfogadását követő években a PESCO tényleges megvalósításának kérdése lekerült a napirendről. A világpolitikai színtéren, és különösen a biztonságpolitika területén ekkoriban nagy változások mentek végbe. A Krím-félsziget Oroszország általi annexiója ráébresztette az európai döntéshozókat, hogy az Unió tagállamainak is készen kell állnia egy esetleges fegyveres konfliktusra. Az Egyesült Királyság az EU-ból való kilépés mellett döntött, ami a további integráció egyik nagy ellenzőjének távozását jelenti. Donald Trump amerikai elnökké választása pedig megingatta az európaiak hitét a transzatlanti védelmi rendszer jövőjében.

### Aktiválási folyamat
2017 szeptemberében az uniós védelmi miniszterek találkozóján került sor a PESCO aktiválási folyamatának elindítására, ami lehetővé tette, hogy az év végére hivatalos döntés útján létre is jöhessen az együttműködés. 2017 novemberéig a 28 tagállamból 23 jelezte csatlakozási szándékát a projekthez, majd decemberben Írország és Portugália is értesítette a külügyi és biztonságpolitikai főképviselőt, valamint az Európai Unió Tanácsát csatlakozási szándékáról. 2017. december 11-én így a Tanács 2017/2315. határozata 25 tagállam részvételével hozta létre hivatalosan is a PESCO-t. Dánia, az unióból távozófélben lévő Egyesült Királyság és Málta nem kívánt csatlakozni az együttműködéshez. Utóbbi nem zárta ki a későbbi csatlakozás lehetőségét, először azonban ki akarja várni, milyen formát fog ölteni a PESCO a valóságban.
Kutatók szerint a PESCO sikeres működéséhez elengedhetetlen, hogy az országok a szükséges minimumnál többet tesznek a kötelezettségeik teljesítése érdekében; hogy mind nemzeti, mind uniós szinten folyamatosan ellenőrizzék a PESCO megvalósítását; illetve hogy a nem megfelelően teljesítő tagállamokat szankcionálják.

## Résztvevő tagállamok

A résztvevő tagállamok; a csillaggal jelölt országok legalább egy projektben vezetőként vesznek részt

- Ausztria
- Belgium
- Bulgária
- Ciprus
- Csehország
- Észtország
- Finnország
- Franciaország
- Görögország
- Hollandia
- Horvátország
- Írország
- Lengyelország
- Lettország
- Litvánia
- Luxemburg
- Magyarország
- Németország
- Olaszország
- Portugália
- Románia
- Spanyolország
- Svédország
- Szlovákia
- Szlovénia

## Működése
Az állandó strukturált együttműködés irányítása két szinten történik.
- Tanács szintjén: a Tanács stratégiai irány- és útmutatást nyújt a PESCO tekintetében, értékeli a tagállamok hozzájárulásait, és hogy ezek megfelelnek-e a követelményeknek, illetve dönt új tagállamok felvételéről vagy a tagság felfüggesztéséről.
- Projektek szintjén: a projektekben részt vevő országok maguk között állapodnak meg az együttműködésükre vonatkozó szabályokról, az együttműködés köréről, és a projekt irányításáról.[8]

A PESCO titkársági feladatait az Európai Védelmi Ügynökség, valamint az Európai Külügyi Szolgálat látják el. Az újonnan létrehozott Európai Védelmi Alap nyújt támogatást a PESCO keretében megvalósuló projektekre.

### Projektek
A PESCO keretében első körben 17 megvalósítandó projekt került kiválasztásra 2018 márciusában a tagállamok képviselői által. A tagállamok maguk dönthették el, melyikben kívánnak aktív tagként, vagy esetleg megfigyelőként részt venni.
Magyarország három projektben résztvevőként, további kettőben megfigyelőként van jelen. Ezen projektek a következők:
- Európai Logisztikai Csomópontok Hálózata és Művelettámogatási Hálózat (Network of Logistic Hubs in Europe and Support to Operations) – résztvevő
- Katonai mobilitás (Military Mobility) – résztvevő
- A kiberfenyegetésekre és kiberbiztonsági eseményekre való reagálással kapcsolatos információmegosztási platform (Cyber Threats and Incident Response Information Sharing Platform) – résztvevő
- Páncélozott csapatszállító harcjármű/kétéltű rohamjármű/könnyű páncélozott jármű (Armoured Infantry Fighting Vehicle/Amphibious Assault Vehicle/Light Armoured Vehicle) – megfigyelő
- Közvetett irányzású tűztámogatás (Indirect Fire Support – EuroArtillery) – megfigyelő[11]

## Külső hivatkozások
- pesco.europa.eu – hivatalos honlap
- A Tanács (KKBP) 2018/340 határozata (2018. március 6.) a PESCO keretében kidolgozandó projektek listájának összeállításáról – a projektek és a bennük részt vevő országok évente frissített listája

## Fordítás
Ez a szócikk részben vagy egészben  a   Permanent Structured Cooperation című angol Wikipédia-szócikk ezen változatának fordításán alapul.  Az eredeti cikk szerkesztőit annak laptörténete sorolja fel. Ez a jelzés csupán a megfogalmazás eredetét és a szerzői jogokat jelzi, nem szolgál a cikkben szereplő információk forrásmegjelöléseként.